# Přijela k nám pouť
Přijela k nám pouť (littéralement en français Le pèlerinage est venu à nous) est un film tchécoslovaque réalisé par Věra Plívová-Šimková, sorti en 1973. 
Ce film musical pour enfants contient de nombreuses chansons. Le film a été présenté en première le 15 novembre 1974. Il a remporté de nombreux prix nationaux et internationaux et a contribué à faire entrer la réalisatrice Plívová-Šimková au Panthéon du cinéma tchèque.

## Synopsis
L'histoire de la première comédie musicale tchèque pour enfants parle de pertes, des joies de l'enfance et des retours. Deux amis inséparables sont séparés. Chacun d'eux a un souvenir irremplaçable. Le pèlerinage revient chaque année. Les amis se retrouvent après un an.

## Distribution
- Renata Mašková : Markéta
- Roman Čada : Janek
- Yvetta Kornová (cs) : Žaneta
- Renáta Kolářová : Nanynka
- Zuzana Bydžovská : Vendulka
- Ivana Maříková (cs) : Anička
- Ľudovít Kroner (cs) : Tony
- Luděk Šnajdar : Černoocko
- Zdena Hadrbolcová : la mère
- Václav Kotva : le grand-père
- Libuše Šafránková : la professeure
- Miroslava Šafránková
- Karel Ausprunk : Sprat
- Petr Starý (cs) : le footballeur de Skuhrova
- Dana Sindílková : Bětka
- Václav Vydra : un soldat